# バダルッコ
バダルッコ(伊: Badalucco)は、イタリア共和国リグーリア州インペリア県にある、人口約1,100人の基礎自治体（コムーネ）。

## 地理

### 位置・広がり

#### 隣接コムーネ
隣接するコムーネは以下の通り。
- バヤルド
- チェリアーナ
- ドルチェード
- モリーニ・ディ・トリオーラ
- モンタルト・カルパージオ (モンタルト・リーグレ)
- タッジャ

### 地震分類
イタリアの地震リスク階級 (it) では、2 に分類される
。

## 行政

### 分離集落
バダルッコには、以下の分離集落（フラツィオーネ）がある。
- Argallo, Ciabaudo, Zerni